# Утамуй моя печалі
Утамуй моя печалі (рос. Утоли моя печали) — радянський художній фільм 1989 року, знятий на кіностудії «Мосфільм».

## Сюжет
Втомлений від безпросвітного життя, герой кидає роботу бульдозериста і вступає до інституту культури. Руйнується його сімейне життя. Але не так-то просто відпустити того, хто постійно жертвував собою в ім'я любові. Але розлучення все ж відбудеться…

## У ролях
- Сергій Колтаков — Борис
- Варвара Сошальська — Марія Миколаївна
- Артем Миронов — Жора, син Бориса і Люби
- Олена Сафонова — Люба, дружина Борі, мама Жори
- Костянтин Воїнов — Григорій Іванович
- Едда Урусова — Варвара Миколаївна
- Світлана Вороніна — Еля, хіпі
- Ірина Рєзнікова — Катерина, дружина Едуарда
- Андрій Болтнєв — Едуард, п'яниця, чоловік Катерини
- Григорій Константинопольський — хіпі «Генерал», автор і виконавець пісні «Генерал»
- Микола Гейко — однокурсник Коля
- Михайло Васьков — чоловік Зої
- Галина Самойлова — Зоя
- Олександр Александров — «Ісус Христос»
- Валентин Черних — коханець Люби, водій
- Ольга Всеволодська-Голушкевич — викладачка танців
- Маріанна Кузнецова — епізод
- Олексій Головченко — епізод
- В'ячеслав Горбунчиков — товариш по чарці Едуарда
- Володимир Пахомов — епізод
- Андрій Зеленов — епізод
- Володимир Зайкін — епізод
- Георгій Хадиш'ян — епізод
- Іван Косих — гармоніст, акомпаніатор на уроці танців в інституті культури
- Галина Чуриліна — епізод
- Ольга Волчкова — епізод
- Неллі Чуванова — епізод
- Олександра Мозолєва — епізод
- Сергій Савостьянов — епізод

## Знімальна група
- Режисери-постановники — Віктор Прохоров, Олександр Александров
- Сценаристи — Олександр Александров, Валентин Черних
- Оператор-постановник — Євген Корженков
- Композитор — Олексій Рибников
- Художники — Тетяна Лапшина, Олександр Мягков